# ماکولی
ماکّولی (کره‌ای: 막걸리) نوشیدنی الکلی کره‌ای است که با استفاده از برنج و نورو تهیه می‌شود. میزان الکل در این نوشیدنی حدود ۶ تا ۹ درصد است.